# Олдис, Питер
Питер Олдис (англ. Peter Aldis; 11 апреля 1927 — 17 ноября 2008) — английский футболист, игравший на позиции левого защитника. Провёл 294 матча за клуб «Астон Вилла» в Футбольной лиге и Кубке Англии. Обладатель Кубка Англии 1956/1957 в составе «Астон Виллы».

## Игровая карьера
До начала футбольной карьеры работал в компании по производству кондитерских изделий Cadbury, играл за местную команду «Хэй Грин». В ноябре 1948 года стал игроком «Астон Виллы», получив статус профессионала в январе следующего года.
В ноябре 1952 года в игре против «Сандерленда» с 32 метров он забил самый дальний гол головой, который стал единственным голом в его карьере: этот рекорд оставался не побитым до 4 октября 2009 года. В 1957 году с командой он выиграл Кубок Англии. За команду сыграл 294 матча: вместе со своим партнёром по команде в обороне Стэном Линном сыграл 600 встреч на двоих.
В 1960 году покинул команду, став игроком клуба «Хинкли Атлетик». В 1964 году уехал играть в Австралию, где выступал за ряд команд: за мельбурнскую команду «Славия-Порт» в 1964—1965 годах в Национальной премьер-лиге Виктории, завоевав в 1964 году Кубок Докерти; в мельбурнском «Рингвуд-Вильгельмина» в 1966 году, став игроком года (лауреат медали Аргуса); в клубе «Лайонс» в 1967—1968 годах.

## После игровой карьеры
В 1968 году Олдис стал играющим тренером любительского английского клуба «Алвчёрч». В 1990 году выступил в Лондонском марафоне, собрав деньги для госпиталя Святого Ричарда в Чичестере. В конце жизни страдал от деменции: его супруга Грейс полагала, что Олдис получал во время своей карьеры слишком сильные удары по голове кожаными мячами, из-за чего у него и начала развиваться болезнь. Скончался 17 ноября 2008 года.

## Достижения
- Обладатель Кубка Англии: 1956/1957[16]
- Обладатель Кубка Докерти[англ.]: 1964, 1965[17][18]
- Медаль Аргуса: 1966[19]